# Église Saint-Georges de Barenton-Cel
L'église Saint-Georges de Barenton-Cel est une église située à Barenton-Cel, en France.

## Localisation
L'église est située sur la commune de Barenton-Cel, dans le département de l'Aisne.